# KV49
KV49 es una tumba egipcia del Valle de los Reyes, necrópolis situada en la orilla oeste del Nilo, a la altura de la moderna ciudad de Luxor. De modestas dimensiones, probablemente estuviese destinada a un personaje de la realeza de la dinastía XVIII.

## Situación
KV49 se encuentra en el ramal occidental del wadi principal del Valle de los Reyes, a la entrada del camino que lleva a KV35. Orientado su eje en dirección suroeste, está muy próxima a KV48 y a las Tumbas de Animales (KV50, KV51, KV52), así como a las entradas de dos sepulcros de dimensiones mayores, KV12 y KV57. Como cualquier otra tumba no real, carece de decoración.
El diseño de KV49 es más elaborado que el de una tumba común de noble en la necrópolis real –generalmente constan sólo de un pozo como entrada y una única sala–, pero es más simple que un enterramiento de príncipe o de reina. Consta de una escalera de entrada (A), un corredor en rampa descendente (B) y una única sala (C). La tumba iba a ser ampliada, como demuestra la excavación de una escalera bajo C, pero por causas desconocidas las obras fueron detenidas, quizás por la muerte de su propietario.

## Excavación
La tumba número 49 del Valle de los Reyes no sería descubierta hasta 1906 por Edward Russell Ayrton, mientras trabajaba para Theodore Davis. No fue uno de los hallazgos más importantes de este arqueólogo, y pasó prácticamente inadvertido. Aun así, se pudo determinar que la puerta a la sala C fue sellada, lo que indica que sí llegó a ser ocupada. No obstante, entre los pocos fragmentos de ajuar funerario encontrados, no hay ninguno que ni siquiera pueda sugerir quién pudo ser el destinatario de la tumba. Sólo podemos intuir, por el diseño y la localización de KV49, que fue excavada a mediados de la dinastía XVIII, quizás entre los reinados de Amenhotep II y Amenhotep III.
A fin de evitar los daños de las inundaciones, el Consejo Supremo de Antigüedades ha construido un muro de piedra alrededor de la entrada de KV49. El valor de esta tumba en la historia del Valle de los Reyes puede ser más grande de lo que en un principio parece. El hallazgo de grafitos fechados a finales de la dinastía XX indican que quizás fuese utilizada como taller de restauración de las momias reales, que posteriormente fueron enviadas a diferentes escondites a salvo de ladrones y violadores de tumbas. La cercanía de KV49 con el refugio de KV35 (donde fueron escondidas las momias de mediados de la dinastía XVIII, finales de la XIX y primera mitad de la XX) parece certificar su uso como parada obligada para los cuerpos de varios faraones del Imperio Nuevo a un lugar más seguro.